# Trümmelbachfaldene
Trümmelbachfaldene (på tysk: Trümmelbachfälle) ligger i Lauterbrunnental i kantonen Bern i Schweiz.
Trümmelbachfaldene er en kæde af 10 vandfald, der ligger delvist inde i bjerget under Jungfraumassivet.

## Beskrivelse
Delvist inde i bjerget findes en kæde bestående af 10 gletschervandfald, hvortil der har været adgang for publikum siden 1913, hvor der blev lavet belysning samt en tunnelelevator. Med trapper, stier, tunneler og elevator er vandfaldene tilgængelige over en samlet strækning på ca 600 meter. Fra det nederste til det øverste af faldene er der en højdeforskel på 140 meter.

## Afvanding
Trümmelbachfaldene afvander gletsjere på det store bjergmassiv ovenover Lauterbrunnental, som består af de tre bjerge Eiger, Mönch og Jungfrau. Hvert år transporteres 20.000 ton moræne (småsten, jord og sand) bort fra bjergene gennem vandfaldene, der gennemstrømmes af op til 20.000 liter vand i sekundet. Afvandingsområdet er på 24 km², hvoraf halvdelen er dækket af sne og is.
Vandet føres videre ud gennem dalen i floden Weissen Lütschine, som er en biflod til Aare.

## Turisme
Trümmelbachfaldene besøges af et stort antal turister hvert år. Der betales entre for at besøge vandfaldene. Det anbefales at medbringe et regnslag eller lignende, da luften såvel inden- som udendørs er mættet med forstøvet vand fra de voldsomme kaskader, der buldrer ned gennem bjerget.
Der er fine parkeringsmuligheder på stedet.

## Billedgaleri
- Trümmelbachfaldene
- Trümmelbachfaldene
- Trümmelbachfaldene i det fri
- Trümmelbachfaldene inde i bjerget

## Links
- Trümmelbachfaldenes webside
- Trümmelbachfaldene på FUNIMAG